# ADAM-протеазы

Схема активации и работы металлопротеазы семейства ADAM

ADAM-протеазы (сокращение от англ. A Disintegrin And Metalloproteinase, «дизинтегрин и металлопротеиназа»; КФ 3.4.24.46 Архивная копия от 29 сентября 2003 на Wayback Machine) — семейство белковых пептидаз, известное также как семейство адамализинов. ADAM-протеазы классифицируются как шеддазы (от шеддинг — сход с поверхности клетки), так как они отщепляют внеклеточный фрагмент мембранных белков. Например, ADAM17 отщепляют внеклеточный участок фактора некроза опухоли, что приводит к активации последнего, а ADAM10 отщепляет внеклеточный участок рецептора HER2 и активирует рецептор. Многие ингибиторы ADAM-протеаз потенциально могут быть эффективными в терапии онкологических заболеваний, так как специфическая инактивация ADAM-протеаз может снизить шеддинг белков клеточной адгезии и, таким образом, уменьшить риск метастазирования опухолевых клеток.

## Список ADAM-протеазы
Семейство включает 19 ферментов:
- ADAM2
- ADAM7
- ADAM8
- ADAM9
- ADAM10
- ADAM11
- ADAM12
- ADAM15
- ADAM17
- ADAM18 (=ADAM27)
- ADAM19
- ADAM20
- ADAM21 (=ADAM31)
- ADAM22
- ADAM23
- ADAM28
- ADAM29
- ADAM30
- ADAM33